# O.L. Vrouw van Lourdes (Doorwerth)
De O.L. Vrouw van Lourdes is een rooms-katholieke kerk in de Nederlandse plaats Doorwerth die vernoemd is naar Maria, middels de naam Onze-Lieve-Vrouw van Lourdes.
De kerk is een zaalkerk met een dakruiter. Architect was J.E. Wilke die de kerk in zakelijk-expressionistische stijl heeft ontworpen. De kerk is in 1933 geopend.
In januari 2017 werd bekend dat de kerk door de Parochie Z. Titus Brandsma is verkocht. In 2019 is de kerk door de aartsbisschop van Utrecht aan de eredienst onttrokken. Het gebouw heeft een andere bestemming gekregen.